# Episodi di Storie incredibili (serie televisiva 1985) (prima stagione)
La prima stagione della serie televisiva Storie incredibili; costituita da 24 episodi; è stata trasmessa negli Stati Uniti d'America a partire dal 29 settembre 1985.
In Italia venne invece trasmessa a partire dal 1993 in seconda serata su Rai 2, per poi passare nella fascia preserale di Rai 1, fino al 1995; la messa in onda è avvenuta senza seguire l'ordine cronologico degli episodi originali.
| nº | Titolo originale      | Titolo italiano               | Prima TV USA      | Prima TV Italia  |
| -- | --------------------- | ----------------------------- | ----------------- | ---------------- |
| 1  | Ghost Train           | Il treno fantasma             | 29 settembre 1985 | 19 dicembre 1993 |
| 2  | The Main Attraction   | Un'incontrollabile attrazione | 6 ottobre 1985    | 17 marzo 1994    |
| 3  | Alamo Jobe            | Combattere ad Alamo           | 20 ottobre 1985   | 23 gennaio 1994  |
| 4  | Mummy Daddy           | Papà mummia                   | 27 ottobre 1985   | 25 giugno 1994   |
| 5  | The Mission           | La missione                   | 3 novembre 1985   | 12 dicembre 1993 |
| 6  | The Amazing Falsworth | Il favoloso Falsworth         | 3 novembre 1985   | 30 gennaio 1994  |
| 7  | Fine Tuning           | In perfetta sintonia          | 10 novembre 1985  | 21 febbraio 1995 |
| 8  | Mr. Magic             | Mr. Magic                     | 17 novembre 1985  | 17 giugno 1994   |
| 9  | Guilt Trip            | Senso di colpa                | 1º dicembre 1985  | 2 gennaio 1994   |
| 10 | Remote Control Man    | Telecomando                   | 8 dicembre 1985   | 3 febbraio 1995  |
| 11 | Santa '85             | Una notte incredibile         | 15 dicembre 1985  | 2 gennaio 1994   |
| 12 | Vanessa in the Garden | Vanessa                       | 29 dicembre 1985  | 23 gennaio 1994  |
| 13 | The Sitter            | Baby Sitter                   | 5 gennaio 1986    | 23 gennaio 1994  |
| 14 | No Day at the Beach   | Su una spiaggia               | 12 gennaio 1986   | 17 marzo 1994    |
| 15 | One for the Road      | Per la strada                 | 19 gennaio 1986   | 24 febbraio 1995 |
| 16 | Gather Ye Acorns      | Vivere di sogni               | 2 febbraio 1986   | 24 gennaio 1995  |
| 17 | Boo!                  | Boo!                          | 16 febbraio 1986  | 17 marzo 1994    |
| 18 | Dorothy and Ben       | Dorothy e Ben                 | 2 marzo 1986      | 25 gennaio 1995  |
| 19 | Mirror; Mirror        | Lo specchio                   | 9 marzo 1986      | 19 dicembre 1993 |
| 20 | Secret Cinema         | Cinema segreto                | 6 aprile 1986     | 22 febbraio 1995 |
| 21 | Hell Toupee           | Il toupet assassino           | 13 aprile 1986    | 21 dicembre 1994 |
| 22 | The Doll              | La bambola                    | 4 maggio 1986     | 9 gennaio 1994   |
| 23 | One for the Books     | Una vita tra i libri          | 11 maggio 1986    | 6 febbraio 1994  |
| 24 | Grandpa's Ghost       | Il fantasma del nonno         | 25 maggio 1986    | 23 febbraio 1995 |

## Il treno fantasma
- Titolo originale: Ghost Train
- Diretto da: Steven Spielberg
- Scritto da: Steven Spielberg (soggetto); Frank Deese (sceneggiatura)

### Trama
Un uomo anziano si stabilisce in una nuova casa insieme al figlio e alla sua famiglia.
L'entusiasmo iniziale non è destinato a durare; egli si rende conto infatti che l'abitazione è stata edificata esattamente nel luogo in cui, settantacinque anni prima, avvenne il tragico deragliamento del treno 407, che causò la morte di tutti i passeggeri. Per l'uomo si tratta di un doloroso ricordo che ne ha segnato l'esistenza, visto che fu proprio lui, ancora bambino, l'involontario responsabile dell'incidente. Nonostante sia passato tanto tempo, il vecchio sente di avere ancora un debito da saldare ed è convinto che quel treno stia per tornare a prenderlo.

## Un'incontrollabile attrazione
- Titolo originale: The Main Attraction
- Diretto da: Matthew Robins
- Scritto da: Steven Spielberg (soggetto); Brad Bird e Mick Garris (sceneggiatura)

### Trama
Brad Bender è un attraente ed atletico adolescente, completamente al di fuori della portata della sua compagna di studi Shirley che è pazza di lui. Ma un giorno l'energia scatenata da una pioggia di meteoriti improvvisamente lo trasforma in un magnete umano rendendo la sua vita impossibile. Alla fine, incapace di controllare il suo potere e nel tentativo di scappare per paura di subire esperimenti, è costretto a rivelare la sua natura ai compagni di classe scoprendo, con raccapriccio, che anche Shirley ha subito lo stesso destino; i due finiscono per attrarsi a causa del magnetismo.
- Altri interpreti: John Scott Clough (Brad Bender), Lisa Jane Persky (Shirley), Richard Bull (sig. Hiller), Barbara Sharma (sig.ra Bender)

## Combattere ad Alamo
- Titolo originale: Alamo Jobe
- Diretto da: Mickey Moore
- Scritto da: Steven Spielberg (soggetto); Joshua Brand e John Falsey (sceneggiatura)

### Trama
Anno 1835: Jobe, a soli quindici anni, si trova coinvolto nella battaglia di Alamo contro i Messicani, alla quale partecipa con Davy Crockett e un gruppo di volontari comandati da Jim Bowie e dal colonnello William Barret Travis. Quando quest'ultimo, in punto di morte, gli affida un importante messaggio da consegnare al Generale Lefferts, Jobe non immagina che la sua affannosa corsa lo porterà a compiere un salto temporale fino al 1984. Nonostante in quel lontano futuro Fort Alamo sia solo un'attrattiva turistica e tutto gli appaia completamente estraneo, il ragazzo decide di portare comunque a termine la missione.
- Altri interpreti: Kelly Reno (Jobe Farnum), William Boyett (Colonnello Travis), Richard Young (Davy Crockett), Michael Cavanaugh (Generale John Lefferts), Jon Van Ness (Jim Bowe)

## Papà mummia
- Titolo originale: Mummy Daddy
- Diretto da: William Dear
- Scritto da: Earl Pomerantz (sceneggiatura); Steven Spielberg (soggetto)

### Trama
Harold è un attore che deve interpretare il ruolo di una mummia che si aggira in una palude: durante una pausa delle riprese; il regista gli rivela che nella zona un tempo li era davvero una mummia che, sfuggita da circa della zona, aveva terrorizzato il villaggio vicino. Rivestito di bende, Harold viene a sapere che la moglie sta partorendo: si avvia verso l'ospedale ma ben presto viene scambiato dalla gente del luogo per la vera mummia, mentre quest'ultima si risveglia davvero.
- Altri interpreti: Tom Harrison (Harold), Bronson Pinchot (regista), Brion James (Willie Joe), Tracey Walter (Ezra), Larry Hankin (Jubal), Susan Dear (moglie di Harold)

## La missione
- Titolo originale: The Mission
- Diretto da: Steven Spielberg

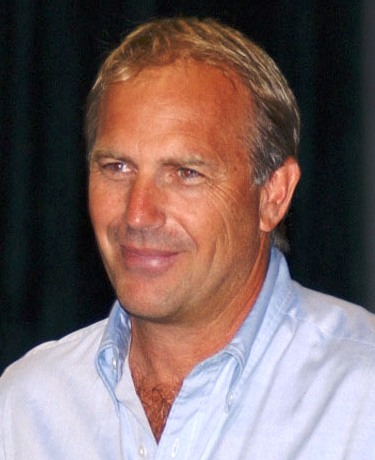
Kevin Costner, protagonista dell'ep. 5, La missione, diretto da Steven Spielberg

- Scritto da: Menno Meyjes (sceneggiatura); Steven Spielberg (soggetto)

### Trama
Un coraggioso mitragliere della Seconda Guerra Mondiale che è anche un aspirante a vignettista, intrappolato nella pancia di un aeroplano B-17, ha soltanto la sua immaginazione come forza che gli permetterà di salvarsi.
- Guest star: Kevin Costner (il capitano), Kiefer Sutherland (Static), Anthony LaPaglia (meccanico)
- Altri interpreti: Casey Siemaszko (Jonathan)

## L'incredibile Falsworth
- Titolo originale: The Amazing Falsworth
- Diretto da: Peter Hyams
- Scritto da: Steven Spielberg (soggetto); Mick Garris (sceneggiatura)

### Trama
Il pubblico in un locale notturno guarda a bocca aperta i poteri di un sensitivo nello spettacolo del incredibile Falsworth, però lo shock è soltanto per l'intrattenitore quando incomincia a percepire le vibrazioni di un assassino seriale nella stanza.
- Altri interpreti: Gregory Hines (Falsworth), Richard Masur (Trent Tinker), Don Calfa (messaggero)

## In perfetta sintonia
- Titolo originale: Fine Tuning
- Diretto da: Bob Balaban
- Scritto da: Steven Spielberg (soggetto); Earl Pomerantz (sceneggiatura)

### Trama
Una bizzarra antenna televisiva costruita con mezzi di fortuna conduce Andy, Jimmy e George, studenti impegnati nella realizzazione di un progetto scientifico, alla scoperta che la Terra sta per ricevere la visita di un gruppo di extraterrestri. Il fatto che la meta dei visitatori sia Hollywood lascia intuire le loro reali intenzioni: nessun cruento tentativo di colonizzazione, ma una semplice gita turistica, con l'intento di conoscere i beniamini delle loro serie televisive preferite. Agli alieni, degnamente accolti dai tre ragazzi, il soggiorno sulla terra riserverà momenti indimenticabili.
- Altri interpreti: Jimmy Gatherum (George), Matthew Laborteaux (Andy), Gary Riley (Jimmy), Milton Berle (sé stesso), Debbie Carrington, Daniel Frishman, Patty Maloney, Kevin Thompson (alieni)

## Mr. Magic
- Titolo originale: Mr. Magic
- Diretto da: Donald Petrie
- Scritto da: Joshua Brand e John Falsey

### Trama
L'abilità di Lou Bandles, un illusionista, non è più quella di una volta. Ormai il numero che è solito eseguire riesce solo a suscitare reazioni di ilarità e scherno, tanto che la sua carriera sembra giunta al capolinea. Sarà un vecchio mazzo di carte, capace di volteggiare nell'aria dinanzi agli esterrefatti spettatori, a far riacquistare a Lou credibilità e stima. Quando tutto, finalmente, sembra andare per il meglio, una carta si rompe. Al prestigiatore non rimane che realizzare nel modo migliore la propria uscita di scena
- Altri interpreti: Sid Caesar (Lou Bundles / Mr. Magic), Leo Rossi (Murray Tropicana), Julius Harris (Joe)

## Senso di colpa
- Titolo originale: Guilt Trip
- Diretto da: Burt Reynolds
- Scritto da: Gail Parent e Kevin Parent

### Trama
L'incontro tra Amore e Colpa avviene quasi per caso, quando a quest'ultimo, oberato da un eccessivo carico di lavoro, viene consigliato di prendersi un periodo di riposo. Forse complice la magica atmosfera che si respira sulla nave da crociera nella quale si trovano, tra i due scocca immediatamente la scintilla. Ben presto, però, entrambi dimostrano di non essere del tutto convinti del loro rapporto e i problemi sembrano diventare insormontabili quando si confessano le rispettive identità.
- Altri interpreti: Dom DeLuise (Colpa), Loni Anderson (Amore)

## Telecomando
- Titolo originale: Remote Contol Man
- Diretto da: Bob Clark
- Scritto da: Steven Spielberg (soggetto); Douglas Lloyd McIntosh (sceneggiatura)

### Trama
La vita di Walter Poindexter trascorre senza soddisfazioni, tra un matrimonio fallimentare, dei figli insopportabili e un lavoro senza prospettive. L'unico punto fermo è rappresentato dall'amato televisore, sicuro approdo in un mare di frustrazioni, che però la moglie decide di vendere per comprare un vestito. Dopo l'acquisto di un nuovo apparecchio, la vita di Walter sembra tornata quella di sempre, almeno fino al momento in cui l'uomo, semplicemente premendo un tasto del telecomando, fa apparire dei personaggi televisivi, che si sostituiscono alla moglie, ai figli e a tutte le persone che minano la sua serenità.
- Altri interpreti: Sidney Lassick (Walter Poindexter), Philip Burn (sig. Beasley), Jeff Cohen (Ralph), Nancy Parsons (Grendel), Gary Coleman (Arnold), Dirk Benedict (Sberla), Richard Simmons (sé stesso), Lou Ferrigno (L'Incredibile Hulk)

## Una notte incredibile
- Titolo originale: Santa '85
- Diretto da: Phil Joanou
- Scritto da: Steven Spielberg (soggetto); Joshua Brand e John Falsey (sceneggiatura)

### Trama
Babbo Natale, sorpreso dall'allarme di una villa mentre porta i doni a un bimbo, viene scambiato per un ladro e condotto in carcere. A nulla valgono le spiegazioni che fornisce allo sceriffo, uomo disilluso e pieno di astio, che ricorda con rancore il mancato arrivo di un regalo di Natale che chiese da piccolo. Il bambino nella cui abitazione Babbo Natale era stato catturato, decide di aiutarlo ad evadere, affinché possa rimediare ad un errore commesso molto tempo prima.
- Altri interpreti: Douglas Seale (Babbo Natale), Gabriel Damon (Bobby Mynes), Paul Hingle (sceriffo Horace Smivey), Marvin J. McIntyre (vicesceriffo), Frances Bay (moglie di Babbo Natale), Stephen Lee (papà), Joan Welles (mamma)

## Vanessa

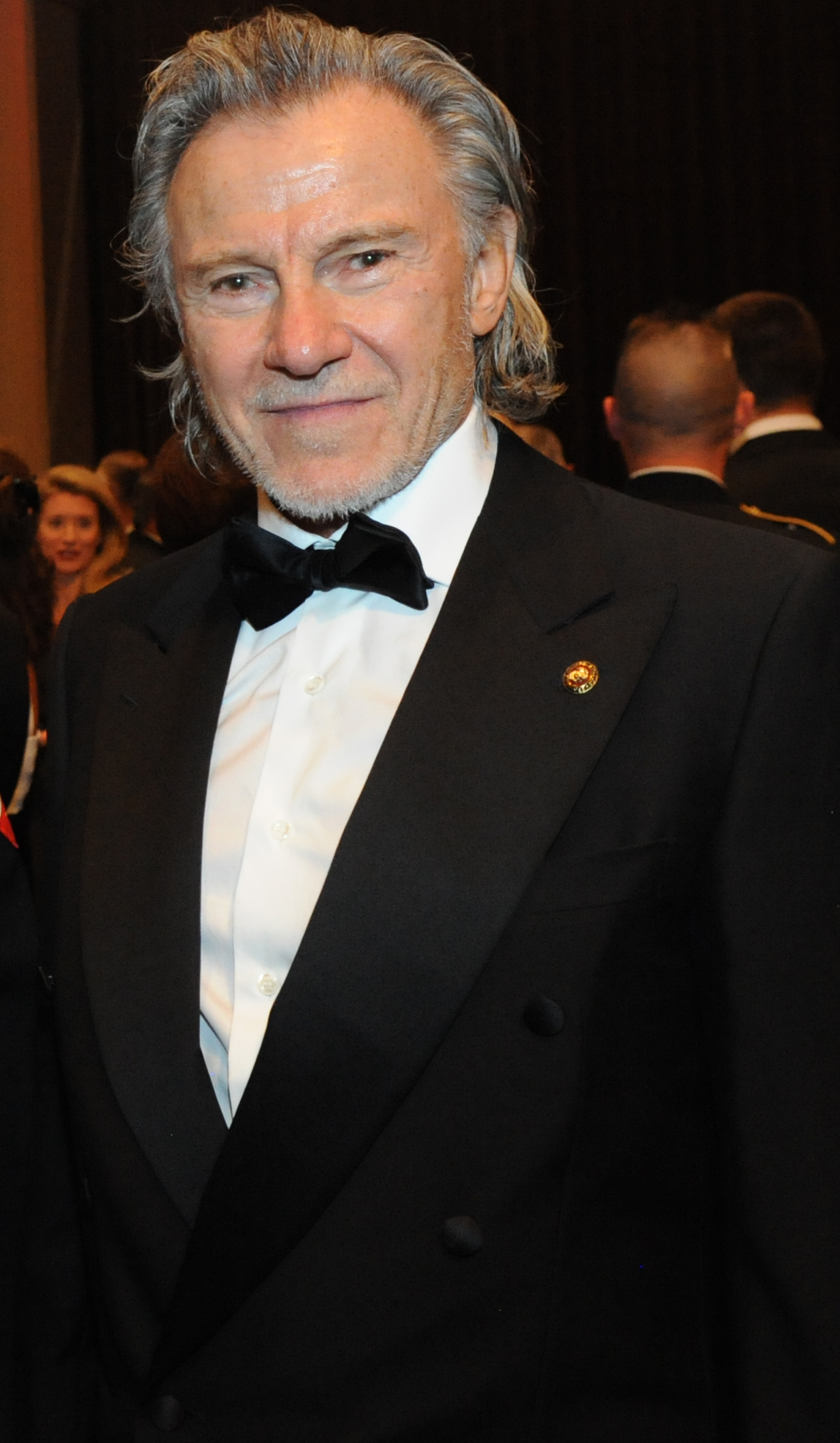
Harvey Keitel, protagonista dell'ep. 12, Vanessa, diretto da Clint Eastwood.

- Titolo originale: Vanessa in the Garden
- Diretto da: Clint Eastwood
- Scritto da: Steven Spielberg (soggetto)

### Trama
Il pittore Byron Sullivan e l'amatissima moglie Vanessa vivono in un cottage, dove lei è la musa ispiratrice di tutte le opere del marito. Dopo averla dipinta nel giardino della loro casa, Byron riceve la notizia dal suo agente Teddy della sua prima esposizione in un grande museo di New York. Al settimo cielo, esce a festeggiare con Vanessa ma al ritorno, la carrozza su cui i due viaggiano si ribalta a causa di un fulmine che fa imbizzarrire il cavallo. Vanessa muore e il pittore precipita nel più profondo sconforto, inutilmente stimolato a reagire da Teddy: brucia tutte le proprie opere e passa i giorni ad ubriacarsi, senza dipingere più niente. Una notte, nel disordine della sua abitazione, trova casualmente l'ultimo quadro fatto all'amata defunta e lo sistema sul cavalletto, dopo aver tentato, invano, di bruciarlo. Si addormenta, e al mattino, al risveglio, la donna non fa più parte del quadro, la stanza è piena di fiori e sente chiamare il suo nome dal giardino: credendo si tratti di un sogno si precipita fuori e vede Vanessa tra i fiori. Capisce così che l'unico modo per avere ancora la sua sposa vicino è quello di continuare a dipingerla, in modo che lei riappaia continuamente.
- Guest star: Harvey Keitel (Byron Sullivan), Beau Bridges (Teddy)
- Altri interpreti: Sondra Locke (Vanessa)

## Baby Sitter
- Titolo originale: The Sitter
- Diretto da: Joan Darling

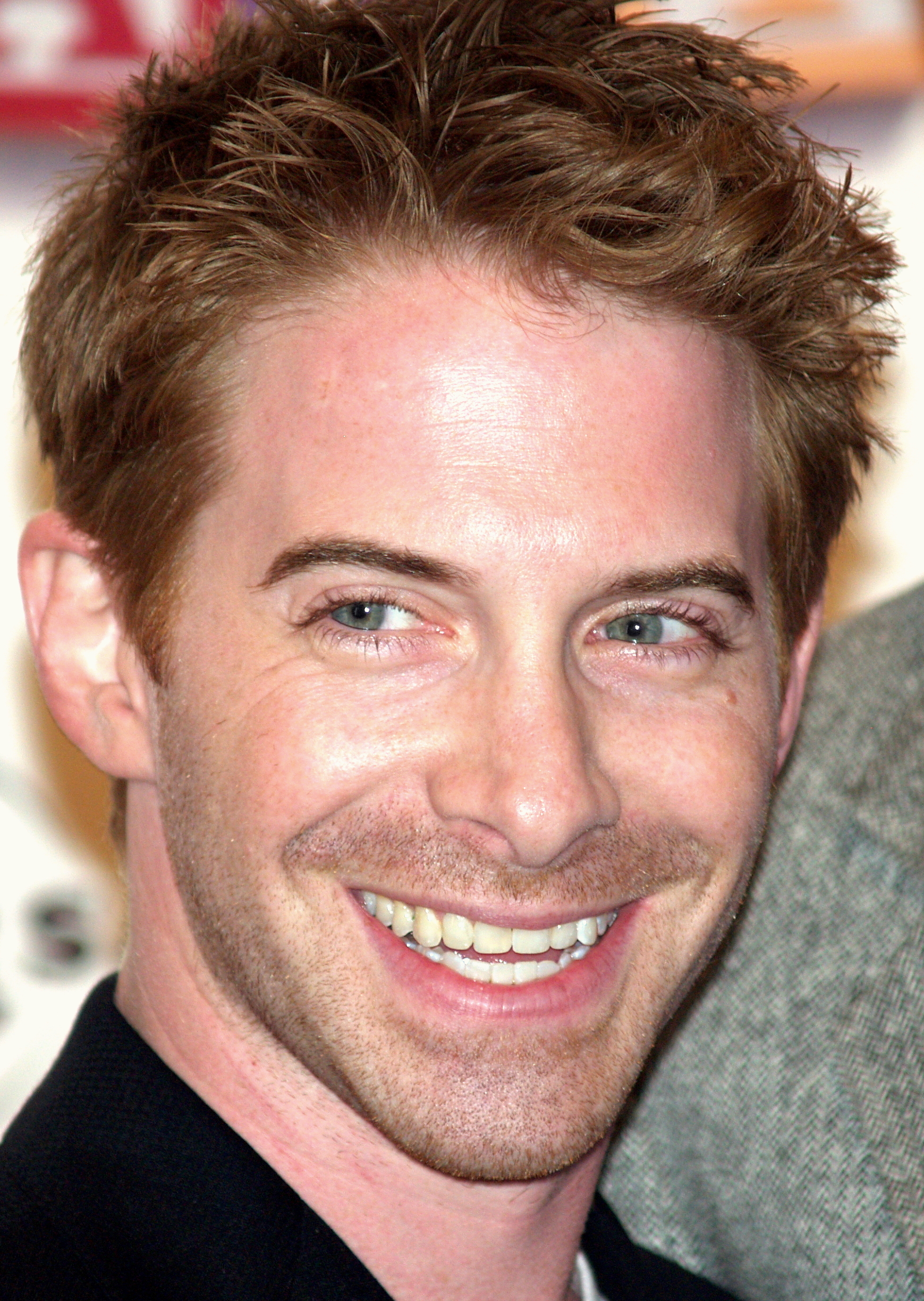
Seth Green è Lance nell'ep. 13

- Scritto da: Joshua Brand e John Falsey (soggetto); Mick Garris (sceneggiatura)

### Trama
Barbara e i suoi due bambini, Lance e Dennis, si trasferiscono in una nuova casa: la madre assume una serie di baby sitter che i ragazzi fanno sistematicamente scappare con scherzi e giochi crudeli. Quando arriva la stravagante Jennifer, donna di mezza età che arriva da un luogo misterioso, i ragazzi capiscono presto che la donna non si piega ai loro scherzi e anzi, li rivolge su di loro, portandoli in un mondo dove l'immaginazione ha il sopravvento su tutto.
- Altri interpreti: Mabel King (Jennifer Mowbray), Seth Green (Lance), Joshua Rudoy (Dennis), Wendy Phillips (Barbara Lynn), Fran Ryan (sig.ra Abbott), Suzanne Snyder (Patti)

## Su una spiaggia
- Titolo originale: No Day At the Beach
- Diretto da: Lesli Linka Glatter
- Scritto da: Steven Spielberg (soggetto); Mick Garris (sceneggiatura)

### Trama
Arnold Skamp è un giovane soldato americano impegnato sulle coste italiane durante la Seconda guerra mondiale. Perennemente impacciato, Arnold si sente sempre inadeguato al confronto con i suoi commilitoni. Allo sbarco, le truppe americane trovano i nemici schierati all'interno di una casamatta, che appare inespugnabile a tutti tranne che ad Arnold che, divenuto inspiegabilmente coraggioso e sicuro di sé, riesce nell'incredibile impresa.
- Altri interpreti: Larry Spinak (Arnold Skamp), Ray Mancini (Irish), Charlie Sheen (Casey), Tom Hodges (Tim), Ralph Seymour (Ira), Philip McKeon (Stick), Leo Garter (Evergreen), Luca Bercovici (Granville), Jed Mills (sergente)
- Nota. L'episodio è stato girato interamente in bianco e nero.

## Per la strada
- Titolo originale: One For the Road
- Diretto da: Thomas Carter
- Scritto da: James Bissell

### Trama
Joe, Dan e Francis, clienti abituali del Maroni's bar, escogitano, d'accordo con il proprietario del locale, un piano per intascare i soldi della polizza assicurativa dell'anziano alcolizzato Mike Malloy, di cui Dan è beneficiario. Per accelerare la dipartita del vecchio, i quattro utilizzano ogni mezzo, ma né l'alcool che gli fanno ingurgitare in gran quantità né le sostanze tossiche che gli somministrano sortiscono alcun effetto. Non resta altro che gettarlo in un fiume.
- Altri interpreti: Douglas Seale (Mike Malloy), James Cromwell (Francis), Geoffrey Lewis (Dan), Joe Pantoliano (Joe), Al Ruscio (Tony Maroni)

## Vivere di sogni
- Titolo originale: Gather Ye Acorns
- Diretto da: Norman Reynolds
- Scritto da: Steven Spielberg (soggetto); Stu Krieger (sceneggiatura)

### Trama
Uno spensierato ragazzo di nome Jonathan Quick si diverte a collezionare vecchi fumetti, foto autografate e altri rari cimeli. Questa sua abitudine si rafforza ulteriormente quando incontra un troll che gli consiglia di continuare a vivere in quel modo, ascoltando solo il suo cuore, se vorrà avere felicità e ricchezza. La vita di soli sogni che il giovane conduce non piace affatto ai suoi genitori, che lo considerano semplicemente uno scansafatiche e decidono di cacciarlo di casa. Dopo cinquant'anni, ormai vecchio e ridotto in miseria, Jonathan si sente beffato. Tuttavia, mentre sconsolato sta per togliersi la vita ha modo di scoprire che forse la profezia del troll può ancora avverarsi.
- Guest star: Mark Hamill (Jonathan Quick)
- Altri interpreti: Lois de Banzie (Alma Quick), Royal Dano (Elmer Quick), David Rappaport (Troll)

## Boo!
- Titolo originale: Boo!
- Diretto da: Joe Dante
- Scritto da: Lowell Ganz e Babaloo Mandell

### Trama
Due anziani coniugi, deceduti da molto tempo e rimasti nella soffitta della loro vecchia casa come fantasmi, non accettano che la tranquilla famiglia che li aveva succeduti come inquilini debba trasferirsi. I nuovi proprietari sono infatti un pornografo e la sua scalmanata moglie pornostar. Ai fantasmi non resta che far del loro meglio per sfrattare i nuovi arrivati.
- Guest star: Robert Picardo (Tony Sepulveda)
- Altri interpreti: Eddie Bracken (Nelson Chumsky), Evelyn Keyes (Evelin Chumsky), Andrea Marcovicci (Barbara Tucker), Bruce Davison (Richard Tucker), Wendy Schaal (Sheena Sepulveda)

## Dorothy e Ben
- Titolo originale: Dorothy and Ben
- Diretto da: Thomas Carter
- Scritto da: Steven Spielberg (soggetto); Michael de Guzman (sceneggiatura)

### Trama
Dopo essere stato in coma per quarant'anni, Benjamin Dumfy si sveglia in una camera d'ospedale e scopre che il mondo che lo circonda (incluso il suo corpo) sono profondamente mutati. Ciò che maggiormente stupisce è il fatto che Ben sia in grado di comunicare con la piccola Dorothy, anch'essa in coma, che gli descrive il limbo nel quale è sospesa, oltre il quale l'attende la morte. L'uomo, forte dell'esperienza personale, cerca con ogni mezzo di aiutare la bambina.
- Altri interpreti: Joe Seneca (Benjamin Dumfy), Natalie Gregory (Dorothy), Kathleen Lloyd (Samantha), Joe Regalbuto (Merle), Lane Smith (dott. Caruso), Louis Giambalvo (dott. Templeton), Rick Andosca (dott. Heller), Alice Sachs (dott. Fredericks)

## Lo specchio
- Titolo originale: Mirror; Mirror
- Diretto da: Martin Scorsese

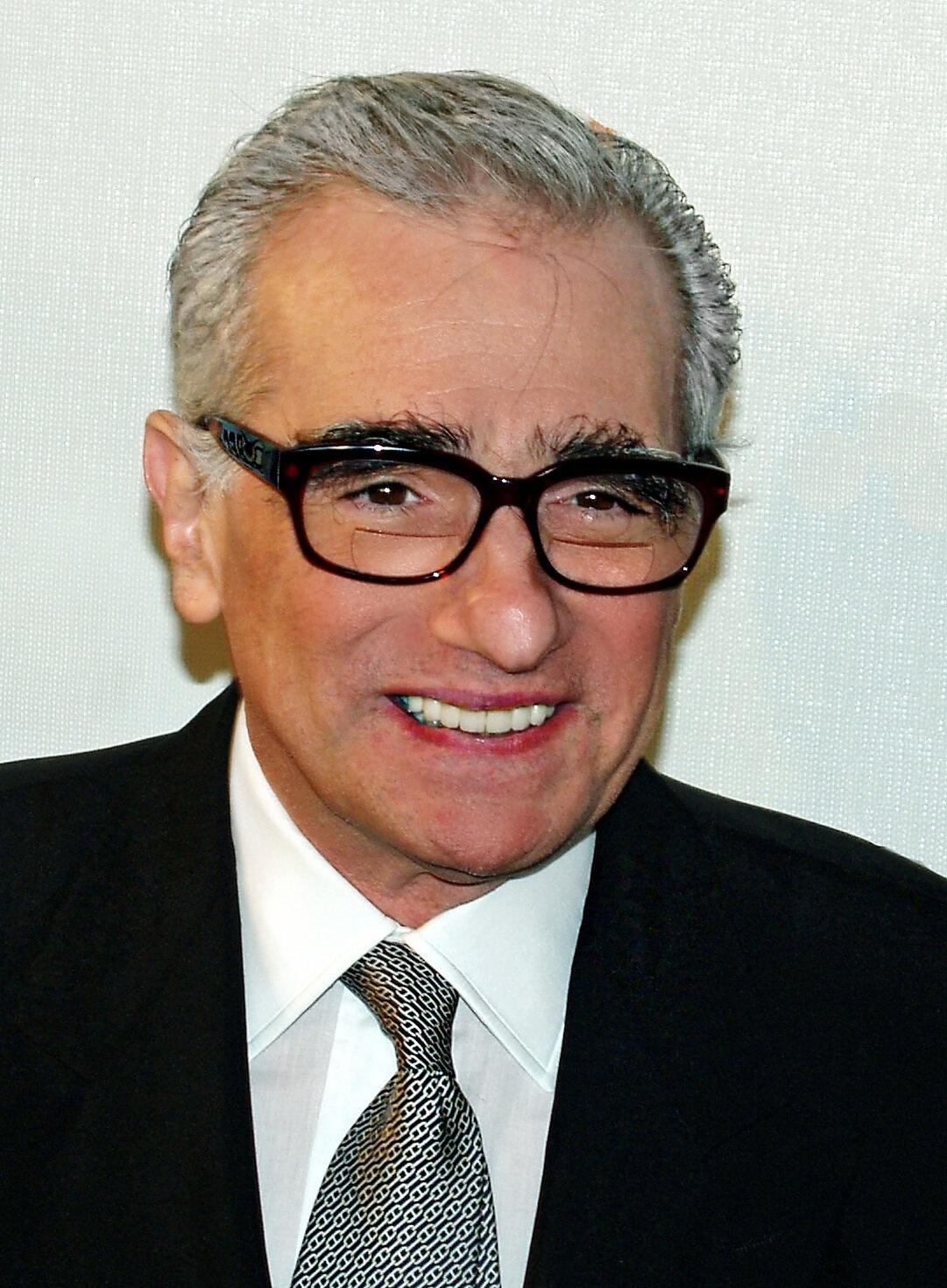
Martin Scorsese; regista di Mirror; Mirror

- Scritto da: Steven Spielberg; Joshua Brand e John Falsey (soggetto); Joseph Minion (sceneggiatura)

### Trama
Lo scrittore di racconti horror Jordan Manmoth comincia a vedere nello specchio del bagno della sua casa un terrificante fantasma alle sue spalle.
- Altri interpreti: Sam Waterston (Jordan), Helen Shaver (Karen), Tim Robbins (il fantasma di Jordan)
- La scena iniziale è tratta dal film horror della Hammer Film Productions La lunga notte dell'orrore (1966).
- Nota. La musica è a cura di Michael Kamen.

## Cinema segreto
- Titolo originale: Secret Cinema
- Diretto da: Paul Bartel
- Scritto da: Paul Bartel

### Trama
Jane è una persona comune, con una vita ordinaria; almeno questo è ciò che lei crede, dato che i banali avvenimenti di cui sono costellate le sue giornate sono in realtà l'oggetto dell'attenzione e della curiosità degli spettatori di un cinema. L'esistenza di Jane sarebbe allora solo un inganno, un film di cui forse è la protagonista ignara.
- Altri interpreti: Penny Peyser (Jane), Griffin Dunne (Dick), Paul Bartel (dott. Shreck), Eve Arden (madre di Jane), Richard Paul (sig. Krupp)
- Nota. Si tratta di un rifacimento del cortometraggio The Secret Cinema (1968) di Paul Bartel; regista; sceneggiatore e interprete dell'episodio.

## Il toupet assassino
- Titolo originale: Hell Toupee
- Diretto da: Irvin Kershner
- Scritto da: Gail Parent e Kevin Parent

### Trama
L'avvocato difensore Harry Bellentine è comprensibilmente nervoso quando il gentile contabile Murray Bernstein, che si era spinto a uccidere il suo primo avvocato, finisce per essere il suo cliente.
- Altri interpreti: Tony Kienitz (Harry Ballentine), E. Hampton Beagle (Murray), Cindy Morgan (Beth)

## La bambola
- Titolo originale: The Doll
- Diretto da: Phil Joanou
- Scritto da: Richard Matheson

### Trama
John è un single di mezza età, che di tanto in tanto si ferma a fare due chiacchiere nel negozio di un artigiano di bambole, il signor Liebermacher. Un giorno, volendo acquistare una bambola da regalare alla nipotina tredicenne, viene inspiegabilmente colpito da una particolare bambola, che però, una volta consegnata alla nipote, viene accettata con imbarazzo. Decide così di cambiarla e la riporta a casa, ma poi decide di tenerla con sé, essendone misteriosamente attratto. Si reca così dal fabbricante di bambole e chiede informazioni: viene così a sapere che per realizzarla il vecchio artigiano si è ispirato ad una maestra. John decide così di farle visita e scopre che anche lei possiede una bambola, realizzata anch'essa dal sign. Liebermacher, che lo ritrae.
- Altri interpreti: John Lithgow (John Walters), Albert Hague (sig. Liebermacher), Mary Dickenson (Anne Helm)

## Una vita tra i libri
- Titolo originale: One for the Books
- Diretto da: Lesli Linka Glatter
- Scritto da: Richard Matheson

### Trama
Fred; addetto alle pulizie di una scuola; si rende conto improvvisamente di poter apprendere una mole incredibile di nozioni semplicemente recandosi nelle aule dove le varie materie vengono insegnate. Analogamente, varcando la soglia della biblioteca può assorbire, come una spugna, tutte le informazioni contenute nei libri. In realtà l'abilità non di Fred non è innata, ma gli è stata data da extraterrestri, che intendono portarlo con loro come un'enciclopedia vivente delle conoscenze dei Terrestri.
- Altri interpreti: Leo Penn (Fred Elderman), Joyce Van Patten (Eva Elderman), Nicholas Pryor (dott. Fetlock), John Alvin (prof. Rand), Gary Bergher (prof. Gilbert), Ben Kronen (prof. Smith), Rodney Kageyama (dott. Barth)

## Il fantasma del nonno
- Titolo originale: Grandpa's Ghost
- Diretto da: Timothy Hutton
- Scritto da: Timothy Hutton (soggetto); Michael de Guzman (sceneggiatura)

### Trama
Raccontando al nipote Edwin la storia del suo primo appuntamento con la moglie Helen, l'anziano Charlie si rende conto di non aver mai manifestato apertamente i propri sentimenti alla moglie. Charlie si ripromette di parlarle alla prima occasione e di farla felice non appena la vedrà cantando per lei. Purtroppo il destino è in agguato e la mattina seguente Charlie muore. Grazie al travestimento di Edwin, però, Helen potrà comunque passare una romantica serata in compagnia dell'amato marito.
- Altri interpreti: Andrew McCarthy (Edwin), Ian Wolfe (nonno Charlie), Herta Ware (nonna Helen)